# Ernest King
Ernest Joseph King (n. 23 noiembrie 1878, Lorain⁠(d), Ohio, SUA – d. 25 iunie 1956, Portsmouth⁠(d), New Hampshire, SUA) a fost un amiral de flotă american, unul dintre principalii comandanți militari americani din timpul celui de-al Doilea Război Mondial. Amiralul King a coordonat operațiunile, planificarea și administrarea United States Navy, a fost membru al Comitetului Statului Major Interarme. După William D. Leahy el avea cel mai mare grad în Marina Americană și era superiorul direct al lui Chester Nimitz.   
King a făcut parte la însoțit pe Roosvelt în timpul Conferintei Atlanticului, atunci când s-a semnat Carta Atlanitcului.